# Damien Vandermeersch
Damien Vandermeersch is een Belgische magistraat en hoogleraar in het domein van het strafrecht en strafprocesrecht. Hij heeft onder meer bekendheid verworven als onderzoeksrechter die onderzoek deed naar de Rwandese genocide in 1994 en als lid van de Commissie voor de hervorming van het strafrecht, die het ontwerp maakte voor het nieuwe Strafwetboek dat in 2024 door het parlement werd goedgekeurd.

## Loopbaan

### Juridische loopbaan[1]
Na zijn studies rechten en criminologie aan de KULeuven en de UCLouvain werd Damien Vandermeersch eerst advocaat. Na zeven jaar verruilde hij de advocatuur en werd hij rechter in de rechtbank van eerste aanleg te Brussel. Daar zal hij onder meer het ambt van onderzoeksrechter bekleden. Hij onderzocht er onder meer de Rwandese genocide en voerde onderzoek naar onder meer feiten van seksueel misbruik van minderjarigen.
Sinds december 2004 is hij advocaat-generaal bij het Hof van Cassatie. In die hoedanigheid geeft hij juridische adviezen over cassatieberoepen die in strafzaken worden ingesteld.

### Academische loopbaan[1]
Damien Vandermeersch doceerde tot 2023 strafrecht, strafprocesrecht en internationaal strafrecht aan de UCLouvain en de Université Saint-Louis Bruxelles als buitengewoon hoogleraar. In het academiejaar 2014-2015 was hij houder van de Franqui-leerstoel aan de ULB.
Van 2011 tot 2016 was hij voorzitter van de interministeriële conferentie voor humanitair recht.
Hij is auteur van tal van standaardwerken en bijdragen in deze domeinen van het recht.

### Commissie voor de hervorming van het strafrecht
Samen met Joëlle Rozie en Jeroen De Herdt vormt Damien Vandermeersch de Commissie tot hervorming van het strafrecht.
In 2015 werd hij door toenmalig minister van Justitie Koen Geens samen met Joëlle Rozie als expert benoemd in deze Commissie. De Commissie werd onder andere belast met het uitwerken van een voorstel voor een nieuw Strafwetboek. Toen ze daarmee klaar waren, boden de twee op 23 augustus 2018 echter hun ontslag aan bij de minister omdat ze vonden dat hun tekst al te ingrijpend werd gewijzigd. Volgens hen wilde de politiek met het nieuwe Strafwetboek een te repressief beleid voeren.
In januari 2021 richtte minister van Justitie Vincent Van Quickenborne opnieuw een Commissie tot hervorming van het strafrecht op. Deze keer werd Jeroen De Herdt, die eerder medewerker was van de Commissie, ook benoemd tot lid van de Commissie naast Rozie en Vandermeersch. De minister vroeg hen de hervorming van het Strafwetboek verder te zetten en over een aantal specifieke zaken verder te adviseren zoals de hervorming van het seksueel strafrecht en de problematiek van feminicide en ecocide. Deze keer kon het werk wel met succes worden afgerond. België kreeg een nieuw Strafwetboek door twee wetten van 29 februari 2024. Het zal in werking treden op 8 april 2026.
In afwachting van de inwerkingtreding heeft de Commissie tot hervorming van het strafrecht nog de opdracht gekregen o.a. de aanpassing van de andere wetten aan het nieuwe Strafwetboek voor te bereiden.